# JPモルガン・チェース・タワー
JPモルガン・チェース・タワー（英文表記: JPMorgan Chase Tower）は、アメリカ合衆国テキサス州ヒューストンにあり、75階建て・305メートル（1002フィート）の高さを誇る超高層ビル。以前は「テキサス・コマース・タワー」として知られていた建物であり、テキサス州において最も高く、また5面体の建物としては世界で1番高い建物である。
当初、タワーはテキサス・コマース・タワーとして、1981年にトラヴィス・ストリート600番地に建設された。建物は著名建築家イオ・ミン・ペイの建築設計事務所（イオ・ミン・ペイ・アンド・パートナーズ）によりデザインされた。また、地元建築設計事務所3D・インターナショナルも携わっている。初期の設計図において、建物は80階まで建てるよう計画されていたが、連邦航空局は近隣に位置するウィリアム・P・ホビー空港へ飛行機が離着陸する際に危険が伴うとして、建物の高さに懸念を示したことから現在の高さになった。
建物の竣工に際し、タワーはカリフォルニア州ロサンゼルスにあるAONセンターを抜き、ミシシッピ川以西で最も高い建造物となった。その後1990年に建設され、現在はU.S. バンクタワーとして知られるロサンゼルスの「ライブラリータワー」の高さが、この記録を塗り替えることとなる。
JPモルガン・チェース・タワーはまた、ヒューストン・ダウンタウン地下街 (Houston Downtown Tunnel System) にも接続している。この地下街は室温が調節された歩行者用地下道で、街の全25の区画と連結している。JPモルガン・チェース・タワーのロビーは建物の高さだけでなく、近接するジョーンズ・ホールの柱廊(ポルチコ)とも調和するようにデザインされている。そのため、ステンレスの鉄製スペースフレーム構造で支えられている5階建てのガラス壁は、85フィートの幅があるエントランス部前面にかかっており、ロビー区画を明るく風通しの良いものにする他、外側の広場へ空間を開いている。
「展望台」としても知られる建物上方のスカイ・ロビーは、60階に位置している。このスカイ・ロビーはそれより上階の61階から75階まで行く乗り換え地点として機能しているが、ロビー自体は月曜から金曜の午前8時から午後5時の間のみ一般に公開されている。また、高速エレベーターに乗ることも可能で、広くかかるガラスや13フィートの天井を利用し、ヒューストンの街を一望することができる。その他、建物のエントランス部分には、ジョアン・ミロの製作した多色の彫刻が備えられている。
未だに時折「テキサス・コマース・タワー」と呼ばれることもある一方で、タワーの主要なテナントはその建物の名称にあるように、JPモルガン・チェース社のオフィスが占めている。JPモルガン・チェースはニューヨークにあった財務の店舗の多くを、ヒューストンへ移動したのである。現在タワーの建物自体は不動産会社のハイネス社（竣工当初の所有者）により運営され、プライム・アセット・マネジメント社により所有されている。しかし、近接する駐車場、JPモルガン・チェース・タワー&ガレージは、ハイネス社の所有である。

## 参考
- JPモルガン・チェース・タワー、詳細（英語）